# Hieracium recensitum
Hieracium recensitum là một loài thực vật có hoa trong họ Cúc. Loài này được ford. ex Boreau mô tả khoa học đầu tiên năm 1857.